# それいけ!アンパンマン りんごぼうやとみんなの願い
『それいけ!アンパンマン りんごぼうやとみんなの願い』（それいけアンパンマン りんごぼうやとみんなのねがい）は2014年（平成26年）7月5日に公開された日本のアニメ映画。『それいけ!アンパンマン』シリーズ通算第26作。同時上映作品は『それいけ!アンパンマン たのしくてあそび ママになったコキンちゃん!?』。

## 概要
『アンパンマン』の原作者・やなせたかしによる最後の絵本『アンパンマンとりんごぼうや』が原作。テーマは「望郷と故郷の再建」。
キャッチコピーは「みんなの“ふるさと”は、ぼくが守るよ！」。
東日本大震災からの「復興」をテーマとして2012年（平成24年）に公開された映画第24作『それいけ!アンパンマン よみがえれ バナナ島』、「希望」をテーマとして2013年（平成25年）に公開された映画第25作『それいけ!アンパンマン とばせ! 希望のハンカチ』に続く「復興三部作」のラストを飾るものとなる。
やなせの没後及び映画公開前にオンエアされた一部のメディアやワイドショーではやなせは本作に関与しないまま亡くなったとされる報道がされたが、監督の川越によればやなせの存命中にプロット及びシナリオは完成、やなせもチェック済みだったことから事実上の遺作はこちらになる。
今作は女優の井上真央が「りんごぼうや」役、お笑いコンビ・ますだおかだの岡田圭右が「マジョーラ」役としてゲスト出演。井上は同年1月にNHKスペシャルで放送された「みんなの夢まもるため～やなせたかし“アンパンマン人生”」でナレーションを務めた縁があり、りんごぼうやの前向きで愛らしいキャラクターのイメージと合致した事から抜擢されたという。また、岡田の長女で女優の岡田結実は、後に第30作『かがやけ!クルンのいのちの星』に、モブキャラで出演する。
公開初日の舞台挨拶は、前年まで出演していたやなせが同年10月に他界したことに伴い、アンパンマン役の戸田恵子とばいきんまん役の中尾隆聖が初めて出演した。  
敵キャラクターに強制変身されてしまう展開は、第23作『すくえ! ココリンと奇跡の星』以来3年ぶりである。
前2作同様、歴代の劇場版の中では興行収入が高く、初日2日間の興収は東京テアトル配給による第11作『勇気の花がひらくとき』以降の当時の最高記録だった第24作『よみがえれ バナナ島』（7,259万9,900円）と同程度の7149万4980円となり、2014年8月17日付で3億8000万円を超えている。

## あらすじ
沢山のりんごが実る美しい島・アップルランド。そこには、格好良いヒーローに憧れるりんごぼうや達が暮らしていた。
ある日、島中のりんごが何者かによって毒りんごにされてしまう。大切な故郷を救うべく、アンパンマンとりんごぼうやは、世界一大きなりんごを実らせるという魔法の種を探しに向かう。
格好の良い者こそがヒーローだと考えていたりんごぼうや。しかし、道中であらゆる困難に遭遇しても決して諦める事なく、みんなの為に頑張り続けるアンパンマンの姿を見て、「真のヒーロー」とは何かを知る事となる。
故郷を守る為に、アンパンマンとりんごぼうや、そしてばいきんまん達も協力する。果たしてみんなの願いは届くのか。

## 登場キャラクター（キャスト）
詳細はアンパンマンの登場人物一覧を参照。

### レギュラーキャラクター
アンパンマン
声 - 戸田恵子
飛行中に落雷を受けて（原作絵本では、リンゴバルーンをつついたストローこうもりによって）墜落しそうになったりんごぼうやを救出する。りんごぼうやと一緒に「魔法の種」探しの冒険に出る。しょくぱんまんやカレーパンマン同様に敵のマジョーラによって強制的にりんごに変身させられる。
ばいきんまん
声 - 中尾隆聖
前作『とばせ!希望のハンカチ』に続いて、OPでは大暴れしてアンパンマンに止められるシーンがある。美味しいりんごの食べたさに、SLマンやアンパンマンを襲うも「ソフトアンパンチ」を受けてバイキン城まで飛ばされてしまう。その後、再びりんごを独り占めしようとリンゴ村に向かう。そこで、利害の一致しないマジョーラやストローこうもりをやっつけようと善戦するが、返り討ちにされ退散する。ラストはいつの間にか元の姿に戻り、バイキン城でりんごの木を育てながらドキンちゃん、ホラーマンと共に「りんごりんりん」を歌って踊る。
ジャムおじさん
声 - 増岡弘
バタコさん
声 - 佐久間レイ
めいけんチーズ
声 - 山寺宏一
ドキンちゃん
声 - 鶴ひろみ
呪われた絵本の内容から白雪姫に憧れ、「しらドキ姫」と名乗りドレスを着用している。
ホラーマン
声 - 肝付兼太
今作でもばいきんまん側に付いているが、悪事・戦いにはほとんど参加しない。ただし、マジョーラを復活させてしまい、本作の事の発端を作っている。「骨のあるリポーター」として、アンパンマン達の動きを偵察したり、解説したりしている。メインキャラクターでは唯一マジョーラに変身させられなかったが、ばいきんまん達と共に退散させられる。
カレーパンマン
声 - 柳沢三千代
りんごについて「摺り下ろしたりんごはカレーと相性がいい」と話すがしょくぱんまんと言い合いになってしまう。
しょくぱんまん
声 - 島本須美
りんごについて「りんごジャムの塗られた食パンは美味しい」と話すがカレーパンマンと言い合いになってしまう。
メロンパンナ
声 - かないみか
クリームパンダ
声 - 長沢美樹
ハンバーガーキッド
声 - 三ツ矢雄二
第7作「空とぶ絵本とガラスの靴」以来の台詞付きで登場。アンパンマン達と共にぺろりだだんだん1号に襲われているSLマンを救った。口論するカレーパンマンとしょくぱんまんを見て「相変わらずだな」と言った。また、本作では得意の投げ縄のみならず二丁拳銃で戦うシーンもある。
ピクルス
声 - 山寺宏一
SLマン
声 - 西村朋紘
りんごを届ける途中でばいきんまんに襲われる。
くじらのクータン
声 - 山本圭子
第13作「ゴミラの星」以来の台詞付きで登場。海に落ちたりんごぼうやを助けた。その後、カレーパンマン、しょくぱんまんと共に漂流したリンゴバルーン探しに協力する。
みみせんせい
声 - 滝沢ロコ
カバオくん
声 - 山寺宏一
ピョン吉（ピョンきち）
声 - 原えりこ
ウサ子（ウサこ）
声 - 中村ひろみ
ちびぞうくん
声 - 坂本千夏
クマ太（クマた）
かびるんるん
ぺろりだだんだん1号から射出されたかびるんるんはガンマンの姿をしており、コルク弾のピストルを武器にハンバーガーキッドらに襲いかかる。ホラーマンがリポーターを務めている時にはテレビクルーに扮していた。

### ゲストキャラクター
りんごぼうや
声 - 井上真央
性別 - 男
アップルランドに住むりんごの少年。格好良いヒーローに憧れており、ヒーローを意識したかのような身なりをしている。故郷を救うべく、「魔法の種」を探しに奮闘する。勇敢だが自信過剰でもあり、無謀にもぺろりだだんだんに搭乗したばいきんまんに戦いを挑もうとしていた。りんご汁を飲まないと体が萎れてしまう。
嵐に見舞われていた所をくじらのクータンに助けられ、その後アンパンマンやその仲間達と出会う。アンパンマン達と共に魔法の種を探すが有力な手掛かり一つ見つけられず挫折しそうになる。しかし、アンパンマンやりんごちゃん達との交流を通じて、格好の良さを気にする事よりも最後まで諦めず仲間と力を合わせる事が大切である事を理解する。そして、りんごちゃんと共に、マジョーラの攻撃を受け追い詰められたアンパンマンに力を与える。
マジョーラ
声 - 岡田圭右（ますだおかだ）
性別 - 女
今作の悪役となる巨大な魔女。呪われた絵本の中の世界に住む童話の人物だったが、ドキンちゃんとホラーマンが誤って絵本の封印を解いてしまった為に外の世界に現れ、アップルランド中のりんごを全て毒りんごに変えてしまう。やがては世界中のりんごを毒りんごに変え、未来を真っ暗闇にしようと企む。口から相手をりんごに変える毒液を吐き出す。女性だが男性のような野太い声で話し、「マジョマジョ～」と不気味な笑い声を発する。正体は黒いストローこうもりの大群が集まってできた姿。アンパンマン達のパンチを受けてもストローこうもりに分離するだけでダメージを受けない。終盤でりんごぼうやとりんごちゃんの育てたりんごの力で復活したアンパンマンの前に敗れ、絵本の中へ封印され、絵本ごと消滅した。「望郷と故郷の再建」がテーマの為、「荒廃」の象徴ともいえる。
ストローこうもり
性別 - 不明
今作ではりんごの天敵として登場する。リンゴ村のりんごを毒りんごに変えようとするが、ぺろりだだんだん2号によって一時的に追い払われる。複数で合体するとマジョーラの姿になる。設定がTV版と異なり、体色は黒色で言葉を話さない。また、ばいきんまんやアンパンマンの味方でもなく、和解する事なくやっつけられる。
りんごちゃん
声 - 山本百合子
「りんごの事に詳しい」という理由で、魔法の種を探していたアンパンマン達が彼女の元を訪れる。
テレビシリーズとは異なり服を着用しており、白いシャツにピンク色のオーバーオールとなっている。
アップルランドの人々（アップルランドのひとびと）
性別 - 男、女
声 - 藤井恒久（A）、後藤晴菜（B）、安野希世乃（C）
アップルランドで美味しいりんごを栽培している。

### その他の登場キャラクター
さくらちゃん
すなおとこ
今作では敵として登場せず、砂漠に発生した竜巻を鎮め、アンパンマンから顔を分けて貰う。
ペンギンぼうや
ペン子（ペンこ）
アンコラ
コアンコラ
アンパンマンから顔を分けて貰い、岩山の頂上にあるリンゴの木の存在を教える。
以上の6人はアンパンマン達にそれぞれが知っている「大きな木」の存在を教えるが、いずれもりんごぼうやが探し求めていた「世界一大きなリンゴ」の実る木ではなかった。
イルカのベソ
くじらのクータン、チビマリン、ヌラと共にアップルランドへ帰還するりんごぼうやを見送る。
チビマリン
ヌラ
漂流していたリンゴバルーンを見つけ出した。
やなせうさぎ
エンドロールのみの登場。イントロ・アウトロ部分でタップダンスを披露する。
前任のやなせたかしが心不全で死去したため。しばらく声優はなし。
ばいきん仙人
名前の言及のみ登場。マジョーラが封印されている絵本を保管していた。なお、本物は登場していない。

## 用語
アップルランド
りんごの形をした空に浮かぶ美しい島。りんごぼうやの故郷であり、住民達が沢山のりんごを育てている。住民は背中に葉っぱの形をした羽を生やしており、空を飛ぶ事ができる。
リンゴ村
りんごちゃんの故郷である村。

### 乗り物と道具
魔法の種
どんな所でも育ち、世界一大きなりんごの実を付けるという不思議な種。アップルランドを救う為にりんごぼうやがアンパンマン達と協力して探し求める。最終的に種を見つける事はできなかったが、りんごぼうやは自分達の力でアップルランドを再建させる事を選んだ。
呪われた絵本
ばいきんまんがばいきん仙人から預かった鍵付きの絵本。ばいきん仙人は無断で開ける事を禁じていたが、勝手に持ち出したホラーマンがこじ開けたせいでマジョーラを復活させてしまう。マジョーラがアンパンマンに敗れたことで消滅した。
アンパンマン号
飛行船アンパンマン号
リンゴバルーン
りんごぼうやが乗っていたりんご型の空を飛ぶ乗り物。落雷を受け海上に墜落してしまう。

#### バイキンメカ
ヤシガニメカ3号
写生をしていた子供達を襲おうとするがアンパンマンに破壊される。
ぺろりだだんだん
ゴロンゴロの胴体にだだんだんの頭部がくっついているような虫型のロボット。
1号（1ごう）
口から飛び出している大きな舌を使ってSLマンの運ぶリンゴを盗もうとする。柔らかい舌はエアバッグのようにアンパンチの衝撃も吸収してしまうが、リンゴぼうやにリンゴの種を植えられてしまい、舌が使えなくなったところでアンパンマンの「ソフトアンパンチ」で吹き飛ばされた。
2号（2ごう）
リンゴ村からリンゴを盗むために改造されたぺろりだだんだん。背中についている羽で空を飛び、二足歩行ロボットに変形することもできる。リンゴ村のりんごを独り占めするためにストローこうもりを追い払う。その後現れたマジョーラを倒そうとするが、毒液攻撃を受けてりんごの形にされてしまう。それでも尚、舌攻撃でマジョーラ善戦するも、再び毒液攻撃を受けて爆発四散する。

## 原作絵本の特徴
- 表記は「りんごぼうや」ではなく「リンゴぼうや」。
- マジョーラが登場しない。
- ストローこうもりの体の色は紫色（TVアニメ同様）。
- リンゴバルーンが海に墜落した原因が落雷ではなくストローこうもりにバルーンを突かれたため。
- ぺろりだだんだん戦にて、アンパンマンの顔が汚れ、新しい顔が必要となる。
- リンゴぼうやの故郷はアップルランドではなくリンゴ村。

## スタッフ
- 原作 - やなせたかし「アンパンマンとりんごぼうや」（フレーベル館刊）
- 製作 - 鶴谷誠
- 企画 - 門屋大輔
- プロデューサー - 中谷敏夫、久保雄輔、星野恵、大島由香
- 脚本 - 米村正二
- 音楽 - いずみたく、近藤浩章
- キャラクターデザイン・作画監督 - 前田実
- 美術監修 - 石垣努
- 美術監督 - 光元博行
- 色彩設計 - 原田幸子
- 撮影監督 - 佐々木明美
- 編集 - 小宅貴史
- 音響監督 - 山田智明
- 音楽監督 - 鈴木清司
- 音楽プロデューサー - 山田慎也、平川智司、田中宏太郎、渡辺一博
- 音響効果 - 糸川幸良
- 演出 - 山内東生雄
- 文芸担当 - 上田菜保子
- 担当プロデューサー - 岩崎和義
- 原画 - 菖蒲隆彦、星名靖男、一川孝久、阿部純子、和田佳純、志村恵美子、大島美和、川越淳、他
- 監督 - 川越淳
- 製作 - アンパンマン製作委員会（日本テレビ放送網、バップ、トムス・エンタテインメント、フレーベル館、やなせスタジオ）

## 楽曲
オープニング『アンパンマンのマーチ』
エンディング『勇気りんりん』
作詞：やなせたかし、作曲：三木たかし、編曲：大谷和夫、歌：ドリーミング
前作ではテーマ曲がそのままエンディング曲となったが、本作以降は再び「勇気りんりん」が起用されている。
本作のED映像は第14作『ロールとローラ うきぐも城のひみつ』以来のダイジェスト主体となっているが、上記の通りイントロとアウトロではやなせうさぎがタップダンスを踊る映像が挿入されている。
挿入歌『なんのために飛ぶ』
作詞：やなせたかし、作曲：辻陽、編曲：近藤浩章、歌：戸田恵子
テーマ曲『りんごりんりん』
作詞：やなせたかし、作曲：ミッシェル・カマ、編曲：近藤浩章、歌：ドリーミング

## それいけ!アンパンマン たのしくてあそび ママになったコキンちゃん!?
『それいけ!アンパンマン りんごぼうやとみんなの願い』と同時上映の短編アニメ。

### 概要
前作『みんなでてあそび アンパンマンといたずらオバケ』に引き続き、一緒にダンスや手遊びが楽しめる作品。
本作はコキンちゃんをメインにストーリーが展開する。一方でホラーマンは本作には登場していない。ちなみに鉄火のマキちゃんやドリアン王女､ニガウリマンといなりずしのみことなどが同時上映へ登場するのは2004年のつきことしらたまのときめきダンシング以来10年ぶりとなる。コチョウランさんは鉄火のマキちゃんと金のかまめしどん以来の登場となるが､鉄火のコマキちゃんやおだんごちゃんは初登場である。

### あらすじ
嘘泣き名人のコキンちゃん。ある日、彼女が拾った卵から自分にそっくりな芋虫「てふてふ」が生まれた。
てふてふは、生まれて初めて出会ったコキンちゃんを、ママだと勘違いしてしまう。歌が大好きなてふてふとコキンちゃん、そしてアンパンマン達は一緒にダンスを踊る。

### 登場キャラクター

#### レギュラーキャラクター
アンパンマン
声 - 戸田恵子
本作の出番は比較的少なく、カレーパンマンやしょくぱんまんと共に中盤から登場する。
ばいきんまん
声 - 中尾隆聖
コキンちゃん
声 - 平野綾
宇宙で卵を拾うが、そこから生まれたてふてふにママだと勘違いされてしまう。
ジャムおじさん
声 - 増岡弘
バタコさん
声 - 佐久間レイ
本作では台詞は無く、終盤の「てのひらを太陽に」の歌唱のみ参加している。
めいけんチーズ
声 - 山寺宏一
終盤の「てのひらを太陽に」の歌唱以外では台詞は一つだけであった。
ドキンちゃん
声 - 鶴ひろみ
カレーパンマン
声 - 柳沢三千代
しょくぱんまん
声 - 島本須美
メロンパンナ
声 - かないみか
クリームパンダ
声 - 長沢美樹
みみせんせい
声 - 滝沢ロコ
カバオくん
声 - 山寺宏一
ピョン吉（ピョンきち）
声 - 原えりこ
ウサ子（ウサこ）
声 - 中村ひろみ
ちびぞうくん
声 - 坂本千夏
ネコ美（ネコみ）
かびるんるん

#### ゲストキャラクター
てふてふ
声 - 丹下桜
性別 - 女
顔がコキンちゃんにそっくりな芋虫の赤ちゃん。体色はピンク色。コキンちゃんが宇宙から拾って来た卵から孵った。
歌が大好きで、歌を聴くことで成長する体質。飲食はできない。

#### その他の登場キャラクター
シドロ&モドロ
声 - ドリーミング
前作に引き続き登場。
どんぶりまんトリオ
てんどんまん
カツドンマン
かまめしどん
くじらのクータン
イルカのベソ
チビマリン
アンコラ
コアンコラ
プリンちゃん
エクレアさん
ドリアン王女（ドリアンおうじょ）
ニガウリマン
鉄火のマキちゃん（てっかのマキちゃん）
鉄火のコマキちゃん（てっかのコマキちゃん）
コチョウランさん
いなりずしのみこと
おダンゴちゃん
かしわもちまん
かぜまる
くもまる
きりまる
でんでん一座（でんでんいちざ）
だいこんやくしゃ
だいこん座長（だいこんざちょう）
しろかぶくん
ゆでたまごちゃん
さつまあげどん
ちくわん
つみれくん
こんにゃくん
こんぶくん

### スタッフ
- 原作：やなせたかし（フレーベル館刊）
- 製作：田村学、鶴谷誠
- プロデューサー：大島由香、久保雄輔、中谷敏夫、星野恵
- 脚本：青木由香
- 音楽：いずみたく、近藤浩章
- キャラクターデザイン：前田実
- 作画監督：鈴木海帆
- 美術監督：小山田有希
- 色彩設計：平山礼子
- 撮影監督：白尾仁志
- 編集：小宅貴史
- 音響監督：山田知明
- 音楽監督：鈴木清司
- 音響効果：糸川幸良
- 文芸担当：上田菜保子
- 担当プロデューサー：岩崎和義
- 監督：日巻裕二

### 楽曲
テーマ曲『あおいなみだ -コキンのうた-』
作詞：やなせたかし、作曲：MICHEL KAMA、チープ広石、編曲：チープ広石、歌：平野綾
本作公開に合わせ、TVシリーズでも2014年7月・8月（関東の場合）の期間エンディングテーマに起用された。
ダンスシーンではややテンポを落として使用されるが、本作のエンディングでは元のテンポで使用されている。
挿入歌
「てのひらを太陽に」
作詞：やなせたかし 作曲：いずみたく、編曲：近藤浩章、歌：ドリーミング
「いとまきのうた」